# Sture Hansson
Nils Sture Hansson, född 4 december 1921 i Stockholm, död 21 november 2003 i Solna, var en svensk skulptör.
Han var son till avdelningschefen Nils Hansson och Maria Ohlsson. Hansson studerade vid Tekniska Skolan och Konstfackskolan i Stockholm. Han medverkade ett par gånger i Nationalmuseums utställning Unga tecknare. Under 1940-talet var han anlitad som skämttecknare i Söndagsnisse-Strix. Han utförde experimentella skulpturer och målningar. Hansson är representerad vid Moderna museet i Stockholm.